# Wełyki Łuczky
Wełyki Łuczky (ukr. Великі Лучки, słow. Veľký Lúčky, węg. Nagylucska) – wieś na Ukrainie w rejonie mukaczewskim obwodu zakarpackiego.